# Fabian Thylmann
« Thylmann » redirige ici. Pour les articles homophones, voir Thielmann, Thilleman, Tillman et Tilman.
Fabian Thylmann, né le 5 juin 1978, est un homme d'affaires allemand originaire d'Aix-la-Chapelle connu pour avoir été le propriétaire de plusieurs entreprises spécialisées dans la diffusion de contenus pornographiques sur Internet, notamment YouPorn, PornHub et MyDirtyHobby. Il était codirecteur de MindGeek, maison-mère de ses multiples sociétés, qu'il définit « dans son essence, d'abord comme une entreprise technologique ». Il a revendu ses parts en 2013.

## Biographie
Fabian Thylmann développe ses premiers logiciels de statistiques sur internet à partir de 17 ans. Par la suite, il se lance dans l'industrie pornographique, et édite successivement plusieurs sites web qui rencontreront un franc succès, notamment YouPorn. En 2010, selon le New-York magazine, il acquiert pour 140 millions de dollars la société Mansef, propriétaire des sites PornHub et Brazzers.
Qualifié de « roi du porno » ou « géant du porno », il attire chaque mois plus de 50 millions de visiteurs uniques par jour sur ses différents sites. En 2012, Reuters révèle que ses bénéfices ont progressé de 50 % sur un an. La gestion de ses entreprises (plus de 35) se fait via une filiale basée au Luxembourg. D'après Bild, les compagnies détenues par Thylmann se incluent comme suit :
- Sites gratuits : YouPorn, PornHub, qui génèrent des visites en masse et se financent par la publicité ;
- Sites payants : Brazzers, Reality Kings (soit 5 000 acteurs et 7 000 scènes), qui fournissent des contenus payants ;
- Studio porno : notamment Digital Playground, l'un des plus gros studios de cinéma porno au monde ;
- Télévision : Thylmann gère la marque Playboy TV dans plusieurs pays.

À travers ses investissements et partenariats avec des marques « grand public » (notamment Playboy TV), Manwin essaye de rendre ses contenus plus accessibles au plus grand nombre, et entrer en compétition avec les grands noms du secteur de la publicité, notamment en mêlant ses contenus pornographiques à de l'« entertainment ». Il déclare notamment, au cours d'une interview à la conférence Internext : 

« Avec Playboy TV nous avons une porte ouverte vers Google, le groupe Samsung TV, et Netflix. Avec Brazzers, lorsque nous tapons à une porte, on nous dit de partir parce que tout le monde est effrayé par le contenu. Ils n'ont pas peur de Playboy par contre. Donc on peut au moins essayer de les convaincre de diffuser sur la chaîne. Plus tard, je pourrai essayer d'amener d'autres contenus dans le mix. […] Devenir une compagnie cotée est possible, mais c'est très dur pour une entreprise qui ne fait que des contenus adultes. Il faut mélanger ça avec quelque chose de plus grand public, et ce n'est pas évident. »

Le 11 décembre 2012, il est placé en état d'arrestation après son interpellation à Bruxelles pour soupçon de fraude fiscale, en attendant d'être extradé vers l'Allemagne. Son domicile fait l'objet de perquisitions. Interpellé une première fois le 4 décembre, à Tervuren, sur base d'un mandat d'arrêt européen, il a été privé de liberté par le parquet de Louvain. Dans le quotidien Financial Times Deutschland, Thylmann avait nié la fraude fiscale.
YouPorn et PornHub attireraient 15 millions de visiteurs uniques quotidiens. Thylman, détenu à la prison de Cologne, est libéré sous caution pour un montant de 10 millions d'euros.
Le 18 octobre 2013, Fabien Thylmann cède ses parts dans Manwin à l'actuelle équipe dirigeante de l'entreprise, composée de Feras Antoon et David Tassilo, pour 100 millions de dollars (73 millions d'euros)[réf. à confirmer]. Le groupe change de nom et devient MindGeek.
En décembre 2016, Fabian Thylmann est condamné à un an et quatre mois de prison avec sursis et 150 000 euros d’amendes. 5 millions d'euros avaient été versés au fisc allemand le mois précédent.